# 伴有雄
伴 有雄（ばん ありお、1933年6月15日 - 1985年7月20日 ）は、日本の指揮者。

## 人物
福岡県筑後市出身。慶應義塾高等学校から慶應義塾大学文学部に進学。大学では音楽学を専攻し、合唱団の指揮も手掛ける。その後、デトモルトの北西ドイツ音楽院を経てウィーン国立音楽大学指揮科でハンス・スワロフスキーに師事して卒業。帰国後、日本フィルハーモニー交響楽団などを指揮、在京オーケストラへの客演を中心にドイツ・オーストリア音楽の分野を中心に活動。
1980年に、ニューフィルハーモニーオーケストラ（現：ニューフィルハーモニーオーケストラ千葉）を立ち上げるが、志半ばで急病のため死去。